# Arendal (Schiff)
Die Arendal lief am 17. März 1941 als Badsworth (L 03) bei Cammell Laird in Birkenhead als Geleitzerstörer der Hunt-Klasse vom Typ II vom Stapel. Das Schiff wurde im Zweiten Weltkrieg als Badsworth im Atlantik, im Mittelmeer und im Nordmeer von der Royal Navy eingesetzt.
Das Schiff wurde am 16. November 1944 in Liverpool der norwegischen Exilmarine übergeben und blieb als Arendal bis 1. Mai 1961 in deren Dienst. Ab 1962 erfolgte der Abbruch des Schiffes in Arendal.

## Laufbahn
Im Rahmen des Kriegsbauprogramms erging der Auftrag „Admiralty Job No. J3260“ für einen Hunt-Escort Destroyer vom Typ II am 20. Dezember 1939 an Cammell Laird in Birkenhead. Die Kiellegung erfolgte am 15. Mai 1940 mit der Baunummer 1055. Am 17. März 1941 lief der Neubau als erste Badsworth der Royal Navy vom Stapel. Am 18. August 1941 wurde HMS Badsworth (L03) an die Navy abgeliefert.

### Britischer Geleitzerstörer

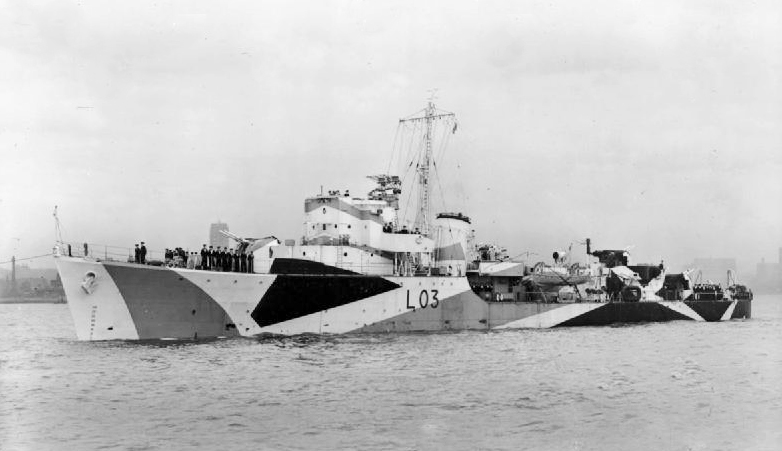
Die HMS Badsworth

Nach ihrer Indienststellung kam die Badsworth zur „Londonderry Escort Force“. Ende April 1942 gehörte die Badsworth mit der Somali, der Matchless, der Boadicea, der Venomous und der mit norwegischer Besatzung fahrenden St Albans zur Sicherung des Geleitzuges PQ 15 nach Murmansk. Die Badsworth rettete am 2. Mai von der durch die I/KG 26 aus der Luft torpedierten Jutland (6153 BRT) 54 Besatzungsmitglieder und acht Passagiere. Nach dem Erreichen des Zielhafens am 6. Mai sicherte die Badsworth auch das Rückgeleit QP 12 mit der Venomous, der Boadicea, der St Albans, der Escapade und dem Flottillenführer Inglefield.
Im Juni gehörte das Schiff zur Sicherung des Konvois WS 19 zur Versorgung Maltas, als die Royal Navy mit einer doppelten Konvoi-Operation (Operation Harpoon von Gibraltar und Vigorous von Alexandria) die Kräfte der Achsenmächte zu überwinden versuchte. Die Nahsicherung des Westkonvois von fünf Frachtern und einem Tanker bildete der Flakkreuzer Cairo, fünf Flottenzerstörer, vier Minensucher, sechs Motorkanonenboote (MGBs) und neben der Badsworth noch die Geleitzerstörer Blankney und die polnische Kujawiak. Auch der schnelle  Minenleger Welshman befand sich zeitweise direkt am Konvoi. Durch Angriffe italienischer Überwasserstreitkräfte und der deutschen und italienischen Luftwaffe verlor der Konvoi den Zerstörer Bedouin, drei Frachter und den Tanker Kentucky (9308 BRT).

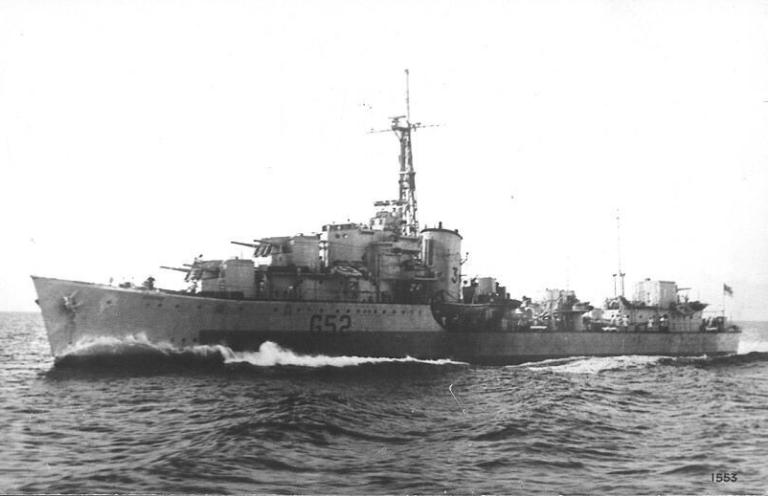
HMS Matchless

In einem Minenfeld kurz vor Malta wurden der Transporter Orari (10.350 BRT), der Zerstörer Matchless, der Minensucher Hebe und die Badsworth beschädigt. Die der Badsworth zur Hilfe kommende Kujawiak sank nach einem Minentreffer.
Am 10. August lief der Leerkonvoi mit den Transportern Troilus und Orari, geleitet von den behelfsmäßig reparierten Zerstörern Matchless und Badsworth, aus Malta aus, während mit der Operation Pedestal ein neuer Versorgungskonvoi für Malta aus Gibraltar in Marsch war. Am 12. trafen sie nahe Kap Bon auf den italienischen Zerstörer Malocello, der dort 104 Minen gelegt hatte, und das Torpedoboot Climene. Beide Seiten glaubten sich mit Vichy-französischen Einheiten konfrontiert und wichen einander aus.
Ab Ende August 1942 erfolgte die endgültige Instandsetzung des Schiffes in North Shields, und im Dezember kehrte die Badsworth zur „Londonderry Escort Force“ zurück.
Mitte März 1943 gehörte das Schiff zur Sicherung des schnellen Gibraltar-Geleitzugs KMF 11 mit 9 Transportern, der von der Douglas, zwei Sloops und den fünf Hunt-Zerstörern Badsworth, Eggesford, Whaddon, Goathland und der polnischen Krakowiak gesichert wurde. Die Badsworth verblieb für Einsätze im westlichen Mittelmeer in Gibraltar und wurde am 22. April durch einen Minentreffer vor Bône schwer beschädigt. Eine Maschine fiel total aus und beide Wellen wurden beschädigt. Das Schiff wurde auf Strand gesetzt, um nicht zu sinken. Der Minensucher Clacton schleppte den Zerstörer dann in den Hafen. Im Mai wurde das Schiff nach Malta überführt, notrepariert und im Juni vom Schlepper Frisky im Konvoi MKS 15 nach Großbritannien überführt. Ab Juli 1943 erfolgte die Reparatur der Badsworth in Liverpool. Wegen der zu erwartenden Dauer der Reparatur wurde das Schiff außer Dienst gestellt und der norwegischen Marine zur Übernahme angeboten. Am 8. August 1944 einigte man sich auf die Übernahme des Schiffes, nachdem auch der zweite norwegische Hunt-Zerstörer Glaisdale ausgefallen war. Am 16. November 1944 übernahm die norwegische Marine in Liverpool die Badsworth als Arendal.

### Norwegischer Zerstörer
Der nunmehr norwegische Zerstörer kam nach Tests und Trainingsfahrten im Dezember 1944 zur 16. Zerstörerflottille der Royal Navy nach Harwich zur Sicherung der Nordsee und des Ärmelkanals.
In der Nacht zum 25. März 1945 vereitelten die Arendal, die polnische Krakowiak und die Fregatte Riou den Versuch deutscher Schnellboote, zwischen Themse und Schelde Minen zu legen.
Am 12./13. Mai 1945 kehrten der norwegische Kronprinz Olav und die norwegische Exilregierung auf den Minenlegern Apollo und Ariadne, begleitet vom Kreuzer Devonshire und den Zerstörern Iroquois, Savage, Scourge und der Arendal, nach Oslo zurück.

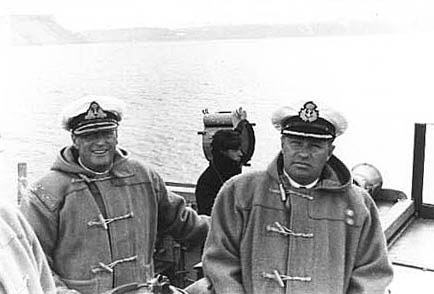
Kronprinz Olav auf der Arendal auf der Fahrt nach Spitzbergen

Im September 1945 überführte die Arendal die Urnen von 400 während des Krieges in Großbritannien gestorbenen Norwegern von Leith nach Oslo, wo sie von König Haakon VII., Kronprinz Olav und Prinz Harald begrüßt wurden. Später sicherte die Arendal Landungsboote bei deren Überfahrt von Großbritannien nach Norwegen, die als Fähr- und Frachtschiffe für den Nachkriegswiederaufbau genutzt werden sollten. Am 7. August 1949 besuchte Kronprinz Olav auf der Arendal Longyearbyen auf Spitzbergen. In den Jahren 1950–1951 wurde das Schiff in der Marinewerft in Horten modernisiert und erhielt die Kennung D 310. Anschließend ´wurde das Schiff als Kadetten-Schulschiff eingesetzt.
1952 erwarb die norwegische Marine zwei Schwesterschiffe der Arendal aus der britischen Marinereserve, die als Tromsø und Haugesund in Dienst gestellt wurden. Als diese 1956 zu U-Boot-Abwehrschiffen umgerüstet (zwei Dreifach-Squid-Werfer ersetzten ein 102-mm-Zwillingsgeschütz) und zu Fregatten umklassifiziert wurden, wurden auch die beiden anderen norwegischen Hunt-Schulschiffe Arendal und Narvik umklassifiziert.
Die Arendal wurde schließlich am 1. Mai 1961 außer Dienst gestellt und im folgenden Jahr in Arendal abgebrochen.